# Prix Winsor McCay
Le prix Winsor McCay est décerné à des personnes en reconnaissance de leurs contributions pour toute une vie ou une carrière dans le domaine de l'animation. Le prix est décerné lors des Annie Awards annuels, présentés par l'International Animated Film Society, ASIFA-Hollywood. Créé en 1972, le prix est nommé en l'honneur du pionnier de l'animation Winsor McCay.

## Récompensés
| Année                                              | Édition | Récipiendaires |
| -------------------------------------------------- | ------- | --- |
| 1972                                               | 1re     | Max Fleischer†, Dave Fleischer                                                                                        |
| 1973                                               | 2e      | Walter Lantz |
| 1974                                               | 3e      | Tex Avery, Friz Freleng, Chuck Jones, Art Babbitt, Winsor McCay†                                                      |
| 1975                                               | 4e      | Walt Disney†, John Hubley, Faith Hubley, Norman McLaren                                                               |
| 1976                                               | 5e      | Robert Cannon, Hugh Harman, Rudolf Ising, Mike Maltese, George Pal, Ward Kimball                                      |
| 1977                                               | 6e      | Bill Hanna, Joe Barbera, Mel Blanc, Oskar Fischinger†, Bill Scott, Milt Kahl                                          |
| 1978                                               | 7e      | Jay Ward, Ub Iwerks†, Dick Huemer, Carl Stalling†, Hans Conried                                                       |
| 1979                                               | 8e      | Clyde Geronimi, Bill Meléndez, Mae Questel, Otto Messmer                                                              |
| 1980                                               | 9e      | Ollie Johnston, Franklin Thomas, Cal Howard, Paul Julian (en), Laverne Harding                                        |
| 1981                                               | 10e     | Thornton Hee, Bill Peet, Bill Tytla†, John Whitney, Ken Harris                                                        |
| 1982                                               | 11e     | Ken Anderson, Bruno Bozzetto, June Foray, Don Graham, Marc Davis                                                      |
| 1983                                               | 12e     | Eric Larson, Fred Moore†, Clarence Nash, Wolfgang Reitherman, Leo Salkin, Stephen Bosustow (en)†, Wilfred Jackson     |
| 1984                                               | 13e     | Daws Butler, David Hand, Jack Kinney, Michael Lah, Robert McKimson†, Richard Williams, Hamilton Luske†                |
| 1985                                               | 14e     | Robert Abel (en), Preston Blair, Joe Grant, John Halas, Sterling Holloway, Jim McDonald, Phil Monroe, Ben Washam (en) |
| 1986                                               | 15e     | Frederic Back, Shamus Culhane, William T. Hurtz, Irven Spence, Emery Hawkins (en), John Lounsbery†                    |
| 1987                                               | 16e     | Paul Driessen, Jack Hannah, Bill Littlejohn (en), Maurice Noble, Ken O'Connor                                         |
| 1988                                               | 17e     | Ralph Bakshi, Bob Clampett†, Tissa David (en), Kihachiro Kawamoto, Virgil Ross                                        |
| 1989-90                                            | 18e     | Art Clokey, Hicks Lokey, Don Messick, Osamu Tezuka, Lester Novros                                                     |
| 1991                                               | 19e     | Ray Harryhausen, Herbert Klynn, Bob Kurtz (en), Yuri Norstein, Joe Siracusa, Ruth Kissane                             |
| 1992                                               | 20e     | Les Clark†, Stan Freberg, David Hilberman (en)                                                                        |
| 1993                                               | 21e     | George Dunning†, Roy Edward Disney, Jack Zander (en)                                                                  |
| 1994                                               | 22e     | Ed Benedict, Arthur Davis, Jean Vander Pyl                                                                            |
| 1995                                               | 23e     | Jules Engel, Vance Gerry, Dan McLaughlin                                                                              |
| 1996                                               | 24e     | Mary Blair†, Burny Mattinson, Iwao Takamoto                                                                           |
| 1997                                               | 25e     | Willis O'Brien†, Myron Waldman, Paul Winchell                                                                         |
| 1998                                               | 26e     | Eyvind Earle, Hayao Miyazaki, Ernest Pintoff                                                                          |
| 1999                                               | 27e     | Ray Patterson, Marcell Jankovics, Con Pederson                                                                        |
| 2000                                               | 28e     | Norman McCabe, Hoyt S. Curtin, Lucille Bliss                                                                          |
| 2001                                               | 29e     | Bill Justice, Pete Alvarado, Bob Givens (en)                                                                          |
| 2002                                               | 30e     | Gene Hazelton, Floyd Norman, les Frères Sherman                                                                       |
| 2003                                               | 31e     | Gene Deitch, John Hench, Thurl Ravenscroft                                                                            |
| 2004                                               | 32e     | Don Bluth, Virginia Davis, Arnold Stang                                                                               |
| 2005                                               | 33e     | Corny Cole, Fred Crippen, Tyrus Wong                                                                                  |
| 2006                                               | 34e     | Andreas Deja, Genndy Tartakovsky, Bill Plympton                                                                       |
| 2007                                               | 35e     | John Canemaker, Glen Keane, John Kricfalusi                                                                           |
| 2008                                               | 36e     | Mike Judge, John Lasseter, Nick Park                                                                                  |
| 2009                                               | 37e     | Tim Burton, Jeffrey Katzenberg, Bruce Timm                                                                            |
| 2010                                               | 38e     | Brad Bird, Eric Goldberg, Matt Groening                                                                               |
| 2011                                               | 39e     | Walt Peregoy, Børge Ring, Ronald Searle                                                                               |
| 2012                                               | 40e     | Terry Gilliam, Oscar Grillo, Mark Henn                                                                                |
| 2013                                               | 41e     | Katsuhiro Ōtomo, Steven Spielberg, Phil Tippett                                                                       |
| 2014                                               | 42e     | Didier Brunner, Don Lusk, Lee Mendelson                                                                               |
| 2015                                               | 43e     | Joe Ranft†, Phil Roman, Isao Takahata                                                                                 |
| 2016                                               | 44e     | Dale Baer, Caroline Leaf, Mamoru Oshii                                                                                |
| 2017                                               | 45e     | James Baxter (en), Stephen Hillenburg, Wendy Tilby et Amanda Forbis (en)                                              |
| 2018                                               | 46e     | Ralph Eggleston, Andrea Romano (en), Frank Braxton (en)†                                                              |
| 2019                                               | 47e     | Satoshi Kon†, Henry Selick, John Musker, Ron Clements                                                                 |
| 2020                                               | 48e     | Willie Ito (en), Sue C. Nichols (en)† Bruce W. Smith                                                                  |
| 2021                                               | 49e     | Ruben A. Aquino (en), Lillian Schwartz et Toshio Suzuki                                                               |
| 2022                                               | 50e     | Pete Docter, Evelyn Lambart†, Craig McCracken                                                                         |
| Note : La mention † est décernée à titre posthume. |         | |